# Dysthymus femorosus
Dysthymus femorosus är en mångfotingart som beskrevs av Kraus 1958. Dysthymus femorosus ingår i släktet Dysthymus och familjen orangeridubbelfotingar. Inga underarter finns listade i Catalogue of Life.